# Нектарий (Надеждин)
Архиепископ Нектарий (в миру Николай Самойлович Надеждин; 30 ноября 1819, Моршанск, Тамбовская губерния — 7 сентября 1874, Харьков) — епископ Русской православной церкви, архиепископ Харьковский и Ахтырский.

## Биография
Родился 30 ноября 1819 года в городе Моршанске Тамбовской губернии, в семье диакона Самуила Ивановича Надеждина.
Окончив в 1839 году курс обучения в Тамбовской духовной семинарии, поступил в Киевскую духовную академию и, будучи ещё студентом, 22 октября 1842 года пострижен в монашество с наречением имени Нектарий. 25 декабря того же года рукоположён в иеродиакона.
14 августа 1843 года, по окончании академического курса, рукоположён в иеромонаха и 31 октября того же года определён смотрителем Приворотских уездного и приходского училищ и учителем высшего отделения.
25 августа 1844 года за понесенные труды награждён набедренником.
31 августа определён строителем Барского Покровского монастыря.
21 сентября 1845 года возведён на степень магистра и получил магистерский крест.
В 1846 году обозревал Крутянские духовные училища и в том же году, 20 сентября, возведён в сан игумена.
В январе 1847 года, по случаю перемещения Приворотского уездного училища в городе Бар Подольской губернии, переведён ректором и учителем высшего отделения этого училища.
30 октября того же года определён ректором Киево-Софийского духовного училища. В феврале 1848 года назначен экономом Киево-Софийского митрополитского дома.
С 22 апреля 1849 года — инспектор Киевской духовной семинарии, профессор богословия. За ревностное служение в должности эконома митрополитского дома изъявлена ему архипастырская признательность.
19 ноября 1850 года возведён в сан архимандрита.
С 5 сентября того же года по 11 апреля 1853 года состоял членом временного строительного комитета, учреждённого для поправок и переделок зданий Киевской духовной семинарии.
В 1851 году утверждён в должности ректора и профессора богословия в Киевской духовной семинарии, в том же году назначен членом Киевской духовной консистории и членом временного комитета, созданного для церковно-исторического и статистического описания Киевской епархии.
31 мая 1851 года архимандрит Нектарий определён настоятелем второклассного Киево-Пустынского Николаевского монастыря, а 31 августа — членом Киевского комитета цензуры духовных книг и членом Академической конференции и внешнего окружного Академического правления.
19 ноября 1856 года перемещён в Новгородскую духовную семинарию — ректором и профессором богословских наук, а также настоятелем второклассного Антониева монастыря. Одновременно определён членом Новгородской духовной консистории. 24 декабря того же года назначен благочинным шести монастырей Новгородской епархии и цензором проповедей.
Со 2 апреля 1857 года — ректор Петербургской духовной семинарии, с января 1858 года, одновременно, — редактор журнала «Духовная беседа», который в 1858—1876 годах еженедельно выходил при семинарии.
С 17 июля 1859 по 22 сентября 1860 года — ректор Петербургской духовной академии.
5 сентября 1859 года наречён, 13 сентября хиротонисан во епископа Выборгского, второго викария Санкт-Петербургской епархии.
С 29 сентября 1860 года — епископ Нижегородский и Арзамасский.
Был организатором «Братства святого Иоанна Дамаскина».
С 1 июля 1865 года до 1869 года — присутствие в Святейшем синоде, где руководил комитетами для составления новых уставов духовных семинарий, женских епархиальных училищ и духовных академий.
14 мая 1867 года именным Высочайшим указом возведён в сан архиепископа «за отлично-усердное служение, пастырскую попечительность о благоустройстве епархии и состоящих в ней духовно-учебных учреждений, преимущественно же за понесенные труды при составлении проектов устава духовных семинарий и училищ».
21 января 1869 года был назначен на Харьковскую архиепископскую кафедру, которую и занимал до своей смерти.
В 1873 года за достойное служение Церкви был награждён орденом Святого Александра Невского.
Скончался 7 сентября 1874 года в Харькове. Погребён в архиерейской усыпальнице под Покровским собором Покровского монастыря в Харькове.